# الأشعث بن قيس
الأشعث بن قيس (599 - 661 م) صحابي من صحابة النبي محمد ممن أسلم عام الوفود. واسمه معديكرب، ولقب بالأشعث واشتهر به؛ لأنه كان أشعث الرأس دائمًا. كان أحد ملوك كندة حتى الإسلام، ولم تتفق كندة عليه ولا على جده ملكا بعد وفاة الملك امرؤ القيس بن حجر. ارتد الأشعث وتبعته أقوام من بني معاوية، وقيل امتنع عن الزكاة. وهو ابن خال معاوية بن خديج التجيبي أحد ولاة بني أمية. وزوج أخت أبي بكر الصديق. قاتل في اليرموك والقادسية، وكان ممن أجزل لهم خالد بن الوليد في العطاء مما أثار غضب عمر بن الخطاب؛ لأن ابن الخطاب أرادها لضعاف وفقراء المسلمين. وكان أحد أمراء موقعة صفين، وممن أشار على الخليفة علي بن أبي طالب بالتحكيم وهو سبب موقف الإثنا عشرية منه. غلب الأعور السلمي على الماء في تلك الموقعة وتولى ولاية أذربيجان في عهد عثمان بن عفان.  وهو والد محمد بن الأشعث وجد عبد الرحمن بن محمد صاحب المواقع المشهورة مع الحجاج بن يوسف.

## نسبه
معديكرب بن قيس بن معديكرب بن معاوية بن جبلة بن عدي بن ربيعة بن معاوية الأكرمين بن الحارث الأصغر بن معاوية بن الحارث الأكبر بن معاوية بن ثور بن مرتع بن معاوية بن كندة.

## حاله في الجاهلية
ولد في شبوة في حضرموت عام 23 قبل الهجرة. وكان جده معدي كرب بن معاوية أول ملوك كندة في هذه الناحية، واقتتل مع قبائل من كندة من بنو تجيب مع بني عمرو بن معاوية وقبائل أخرى فانقسمت القبيلة على أكثر من ملك. أقتتل والد الأشعث مع قبيلة مراد وقتل في المعركة وهو الذي عرف بالأشج. خلف الأشعث أباه وكان آخر الملوك في قومه. وذكرت كتب الشيعة أنه وأباه كانا يهوديان، وهو مالم يظهر في كتب الأخبار الأخرى. ملك على أهل نجران في الجاهلية قبل الإسلام وسقطت عنهم العبودية في خلافة عمر بن الخطاب.

## إسلامه
أسلم عام الوفود، وورد أنه قدم في ستين إلى ثمانين راكب من قومه وفي الروايات اختلاف عن ما كان بين الأشعث والنبي ﷺ. فرواية تقول أنه دخل على النبي مرتديا حريرا على عنقه فسأله النبي: «أو لم تسلموا؟» قالوا بلى فسألهم عن الحرير في أعناقهم وشقوه ثم قال الأشعث: «يا رسول الله نحن بنو آكل المرار وأنت ابن آكل المرار» فتبسم النبي قائلا: «ناسبوا هذا النسب العباس بن عبد المطلب وربيعة بن الحارث» ذلك بأنهما كانا يقولان بأنهما أبناء آكل المرار عند ترحالهما. ثم قال رسول الله لهم: «لا نحن بنو النضر بن كنانة لا نقفوا أمنا، ولا ننتفي من أبينا» فقال لهم الأشعث: «والله يا معشر كندة لا أسمع رجلا يقولها إلا ضربته بثمانين». وفي هذه الرواية نظر لأن كتب الإخباريين لم تذكر حجر بن عمرو المعروف بآكل المرار من أجداد الأشعث بل إن جد الأشعث اقتتل مع أبناء آكل المرار جد الشاعر الجاهلي امرئ القيس. ومن أخذ بهذه الرواية قال: إن للنبي محمد جدة من كندة هي أم كلاب بن مرة إياها أراد الأشعث وهي من قصدها النبي بقوله «لا نقفو أمنا» أي لا نتبع أنساب أمهاتنا. بينما المثبت عند الإخباريين أن أم كلاب بن مرة هذا كانت من كنانة فلا يوجد سبب لقول النبي: «لا نقفو أمنا» فوضعت الرواية على الأشعث.
فسكت رواة عن هذه الرواية مكتفين بذكر أن الأشعث قدم على رأس سبعين راكب على النبي.
وورد أنه قدم على الرسول وشعره يصل لمنكبه فقال رجل عندما رأى الأشعث: «الحمد لله يا أشعث الذي نصر دينه وأعز نبيه وأدخلك وقومك في هذا الدين كارهين» فأمر الأشعث أحد عبيده ليضربه، وجاء في نفس الرواية أن الأشعث وقومه مكثوا بضعة أيام في المدينة ينحرون الجزر ويطعمون الناس. وورد أن الأشعث قال للرسول: «أتتكافأ دماؤنا» فرد النبي :«نعم ولو قتلت رجلا من باهلة لقتلتك به».

## أدواره لصالح الخلافة
ولاه عثمان بن عفان ولاية أذربيجان وكان ممن شارك في يوم اليرموك وأصيبت عينه فيها. شارك في القادسية وأصفهان مع النعمان بن مقرن والمدائن وجلولاء ونهاوند، واختط بالكوفة دارًا في كندة ونزلها. وشهد تحكيم الحكمين، وكان آخر شهود الكتاب. وكان كبير أمراء جيش علي بن أبي طالب في معركة صفين.
كان ضمن وفد فارس الشهير الاربعة عشر ليزدجرد كسري فارس قبل فتح الفتوح القادسية في عهد خلافة عمر بن الخطاب وكان اطول أعضاء الوفد طولا والذين كانوا يتجاوز طولهم المترين فقد كان طوله رحمه الله يصل الي المترين ونصف تقريبا
وكان شجاعا جدا مقدما في الحروب حتي ان خالد بن الوليد عندما خصه في الغنائم لدوره المتميز عاتبه عمر بن الخطاب ونهره.

## ذريته
وله من الأولاد: النعمان، والحارث، وأمهما بنت جمد الكندي، ومحمد، وقيس، وإسحاق، وإسماعيل، وحبّانة، وأم قريبة، وجعدة، وأمهم أم فروة بنت أبي قحافة أخت أبي بكر الصديق.

## وفاته
توفي سنة 40 للهجرة وقال بعضهم بعد علي بن أبي طالب بأربعين ليلة. وأمر الحسن بن علي أن يغسل بالكافور وأن يوضؤوه. وكانت ابنة الأشعث جعدة وقيل جعيدة زوجة للحسن بن علي، وصلى عليه الحسن.